# Jin Satō
Jin Satō (jap. 佐藤 尽 Satō Jin; ur. 27 września 1974) – japoński piłkarz występujący na pozycji obrońcy.

## Kariera klubowa
Od 1997 do 2004 roku występował w klubach Yokohama Flügels, Kyoto Purple Sanga i Consadole Sapporo.